# Westmoreland Parish
Westmoreland ist ein Landkreis (Parish) im Südwesten Jamaikas. Die Hauptstadt ist Savanna-la-Mar.
Aus Westmoreland stammte der bekannte Reggaemusiker Peter Tosh.

## Geschichte
Christoph Kolumbus erreichte Westmoreland auf seiner zweiten Reise. Das heutige Bluefields ist eine der drei ältesten spanischen Siedlungen auf Jamaika. Das Gebiet wurde Oristan genannt.
Zahlreiche Piraten nutzten die Küste Westmorelands als Versteck, unter anderem auch Henry Morgan, der spätere Vizegouverneur Jamaikas. 1694 wurde ein französischer Landungsversuch in Bluefield vereitelt.
Den heutigen Namen erhielt Westmoreland 1703, da es das westlichste der Parishes ist. 1730 wurde die Küstenstadt Savanna-la-Mar Banbur zur Hauptstadt erklärt.
Auf der Frome sugar estate brach 1938 ein Aufstand aus, der ein allgemeines Wahlrecht und eine neue Verfassung auf der Insel erzwang. Es war ein wichtiger Schritt auf dem Weg zur Unabhängigkeit Jamaikas.

## Geographie
Westmoreland liegt südlich von Hanover, südwestlich von Saint James und nordwestlich von Saint Elizabeth.
Auf 807 km² lebten 2001 rund 141.000 Menschen.
Mehr als 40 km² sind von Torf bedeckt, der teilweise abgebaut wird um als Energieträger der Dünger eingesetzt zu werden. Das restliche Gebiet wird von Hügeln im Inland und großen fruchtbaren Ebenen an der Küste geprägt.
Unter den vielen Flüssen im Parish ist der Cabaritta River mit 39,7 km der längste. Er kann von Booten mit bis zu acht Tonnen Gewicht befahren werden.

## Wirtschaft
In den Ebenen werden neben Zuckerrohr auch Bananen, Ingwer, Kaffee, Kakao, Piment, Reis und Brotfruchtbaum angebaut. In den hügeligen Gebieten werden Rinder, Pferde und Maultiere gezüchtet.
Rund 90 Fischerboote werden von 19 Stränden aus eingesetzt.
Die Industrie ist der drittgrößte Wirtschaftszweig. Neben der Verarbeitung der in Westmoreland erzeugten Lebensmittel haben sich vor allem die Tabak- und Textilindustrie hier niedergelassen.
Seit den 1950er Jahren entwickelt sich der Tourismus. Negril ist eines der meistbesuchten Touristenziele auf Jamaika.